# Risco de sepse em Unidade de terapia intensiva (UTI)
Sepse e uma infecção no sistema vascular, secundária a outra infecção do organismo, esta infecção no sistema vascular pode ser classificada como primaria relacionada com cateter venoso central(CVC) e secundária relacionada a focos de infecções pulmonares, sendo essa a mais prevalente, e uma das principais causa de morte em UTI´s do Brasil e do mundo, elevando o tempo de internação em até 40dias, todos pacientes nasocomiais correm o risco de adquirir sepse, porem há um grupo de pessoas que tem uma maior prévalença, são estes os imunodeprimidos, RN´s, crianças de baixo peso, idosos, grandes queimados, devendo receber estes uma atenção maior.
Na UTI atua uma equipe multiprofissional sendo a enfermagem a mais presente no cuidado integral ao paciente e por este motivo deve-se ter muita atenção e comprometimento a assistência prestada, devendo a equipe estar sempre bem treinada e preparada para intervir, quando mais recente for diagnosticada menor sua mortalidade.
A falta de preparo dos profissionais eleva muito a incidência da sepse e de outras infecções, quando a contaminação e provocada pela equipe podemos dizer que foi uma iatrogenia; grave nos dias de hoje, já que as informações estão sendo bem divulgadas e de fácil acesso a todos que tenha interesse de busca.
Estudos recentes tem evidenciado um aumento significativo da sepse nas Unidade de terapia intensiva e os respectivos grupos de risco são estes os: Portadores de comorbidades, grandes queimados, idosos, imunodeprimidos, paciente com TCE, pacientes com tempo de internação prolongado e pacientes em ventilação mecânica, a mortalidade é mais alta em pacientes que no decorrer de sua internação desenvolva a infecção da forma mais grave que é o choque séptico, que apresente infecção de foco pulmonar, e que apresente falência em mais de três de órgãos .